# Erdélyi Marietta
Erdélyi Marietta (Kassa, 1851. december 22. – Budapest, 1928. február 4.) énekesnő (szoprán), színigazgató.

## Életútja
Iskoláit Kassán végezte. 14 éves korában Bokor József buffo-színész unszolására énekesnővé képezte ki magát. 1866-ban a Lalla Roukh című operában Mirza szerepében volt első színikísérlete óriási siker mellett. Ezután felment Pestre, hogy továbbképezze hangját. Első tanára Matteo Salvi, a híres olasz énekmester; tanulótársai között volt Benza Ida, Pauliné Markovits Ilka és Hollósy Kornélia. 1875-ben a Népszínház megnyitásakor Rákosi Jenő szerződéssel kínálta meg, de ezt a szerződést nem tartotta meg, hanem a Nemzeti Színházhoz kötötte le magát. Itt kiváló szerepeket kapott, úgy mint a Hugonottákban a királynőt, a Hunyadi Lászlóban Gara Máriát, az Álarcosbálban Oszkárt és a Traviata címszerepét. Ezután a lipcsei Városi Operához szerződött Neumann és Forster igazgatása alatt; innen a bécsi opera 1877-ben szerződtette. Közben 1876. április 26-án mint vendég fellépett a Népszínházban a Szép Galathea címszerepében. Csengő, iskolázott hangja, biztos éneke teljes sikerrel járt. 1877. december 12-én ismét fellépett a Kis doktorban, mint Fioretta és leszerződött. 1878 szeptemberében Kolozsvárra ment, ahol a Szép Galatheában és Boccaccióban nagy sikere volt. Azután 1880-ban színigazgató lett Szabadkán, művezetője Molnár György volt. De a színigazgatás nem volt ínyére, elszerződött újra és fellépett Aradon, Temesvárott, Szegeden, Kassán, Pozsonyban stb. Igazgatói voltak: Krecsányi Ignác, Aradi Gerő, Jakab Lajos és Csóka Sándor. 1899. június 20-án a Városligeti Színkörben megünnepelte 25 éves jubileumát a Madarász Adelaide szerepében és ugyanezen évben nyugdíjba ment.

## Családja
Apja Erdélyi József 1848-as honvédtiszt és ügyvéd, aki a Bach-korszakban a kassai magyar színészet lelkes támogatója volt. Anyja Hegedűs Mária. 1881. július 4-én házasságra lépett pallini Inkey Tódor huszárhadnaggyal. 1886. november 22-én Kassán házasságra lépett abrudbányai Nagy Boldizsár földbirtokossal.

## Fontosabb szerepei
- Gara Mária (Erkel F.: Hunyadi László)
- Violetta (Verdi: Traviata)
- Fiametta (Suppé: Boccaccio)
- Finum Rózsi (Tóth E.: A falu rossza)